# گورستان منجل ۱
قبرستان منجل (۱) در شهرستان ایلام، بخش مرکزی، روستای بهمن‌آباد واقع شده و این اثر در تاریخ ۹ اردیبهشت ۱۳۸۲ با شمارهٔ ثبت ۸۴۳۶ به‌عنوان یکی از آثار ملی ایران به ثبت رسیده است.